# Épine de Jérusalem
Parkinsonia aculeata
Espèce
Classification APG III (2009)
L'Épine de Jérusalem (Parkinsonia aculeata) est une espèce de plantes à fleurs de la famille des Fabacées. C'est un arbre originaire des Amériques.

## Description
C'est un petit arbre qui atteint 2 à 8 m de hauteur. Les feuilles et les tiges sont glabres. Le pétiole, aplati, est bordé par deux rangées de 25 à 30 folioles ovales minuscules; les folioles sont rapidement caduques par temps sec, laissant les pétioles verts et les branches pour la photosynthèse. Les branches possèdent des épines de 7 à 12 mm de long à chaque nœud. Les fleurs sont jaunes et odorantes, de 20 mm de diamètre, groupées par huit à dix au bout d'une longue tige élancée. Le fruit est une gousse, coriace, brun clair à maturité.

## Répartition

Répartition native.

Elle est originaire du sud-ouest des États-Unis (ouest du Texas, sud de l'Arizona), nord-ouest du Mexique, des Caraïbes, d'Amérique du Sud jusqu'au nord de l'Argentine et des îles Galápagos.

### Caractère envahissant
P. aculeata est une espèce envahissante majeure en Australie, dans certaines parties de l'Afrique tropicale, Hawaï et d'autres îles de l'océan Pacifique telle que la Nouvelle-Calédonie. L’Épine de Jérusalem forme des fourrés denses, empêchant l'accès des cours d'eau aux humains, aux animaux indigènes et au bétail. Le gousses flottent et la plante se propage par la chute des gousses dans l'eau qui s'étalent en aval lors des inondations saisonnières.

#### En Australie
Elle a été introduite en Australie comme arbre d'ornement et d'ombrage autour de 1900. Elle est maintenant une plante envahissante très répandue à travers l'Australie-Occidentale, le Territoire du Nord et le Queensland, couvrant environ 8 000 km2 et avec un potentiel de propagation à travers la plupart des zones tropicales semi-arides à subhumides en Australie.
Plusieurs méthodes de contrôle sont utilisés pour réduire la population existante et la propagation de P. aculeata en Australie. Trois insectes y ont été introduits pour la lutte biologique : les bruches du Parkinsonia : Penthobruchus germaini et Mimosestes ulkei, dont les larves mangent spécifiquement les graines de Parkinsonia et se révèlent être un outil de gestion utile, et la punaise des feuilles de Parkinsonia, Rhinacloa callicrate, qui détruit les tissus photosynthétiques mais n'a aucun impact sur les mauvaises herbes. Le feu est efficace pour détruire les jeunes arbres ; l'enlèvement mécanique et les herbicides sont également utilisés.

#### En Nouvelle-Calédonie
En Nouvelle-Calédonie, le Code de l'environnement de la Province Sud interdit l’introduction dans la nature de cette espèce ainsi que sa production, son transport, son utilisation, son colportage, sa cession, sa mise en vente, sa vente ou son achat.

## Galerie

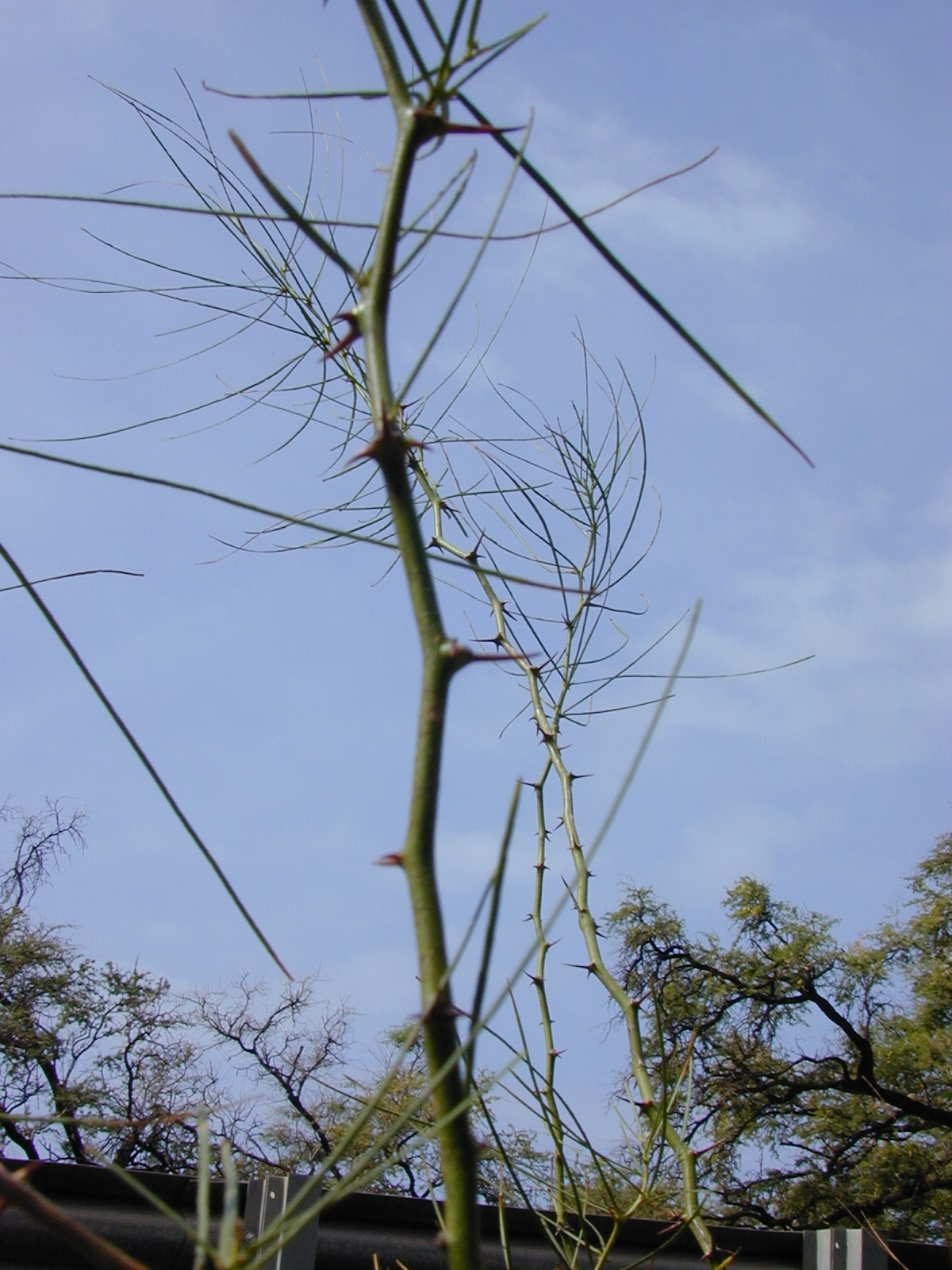
Épines.
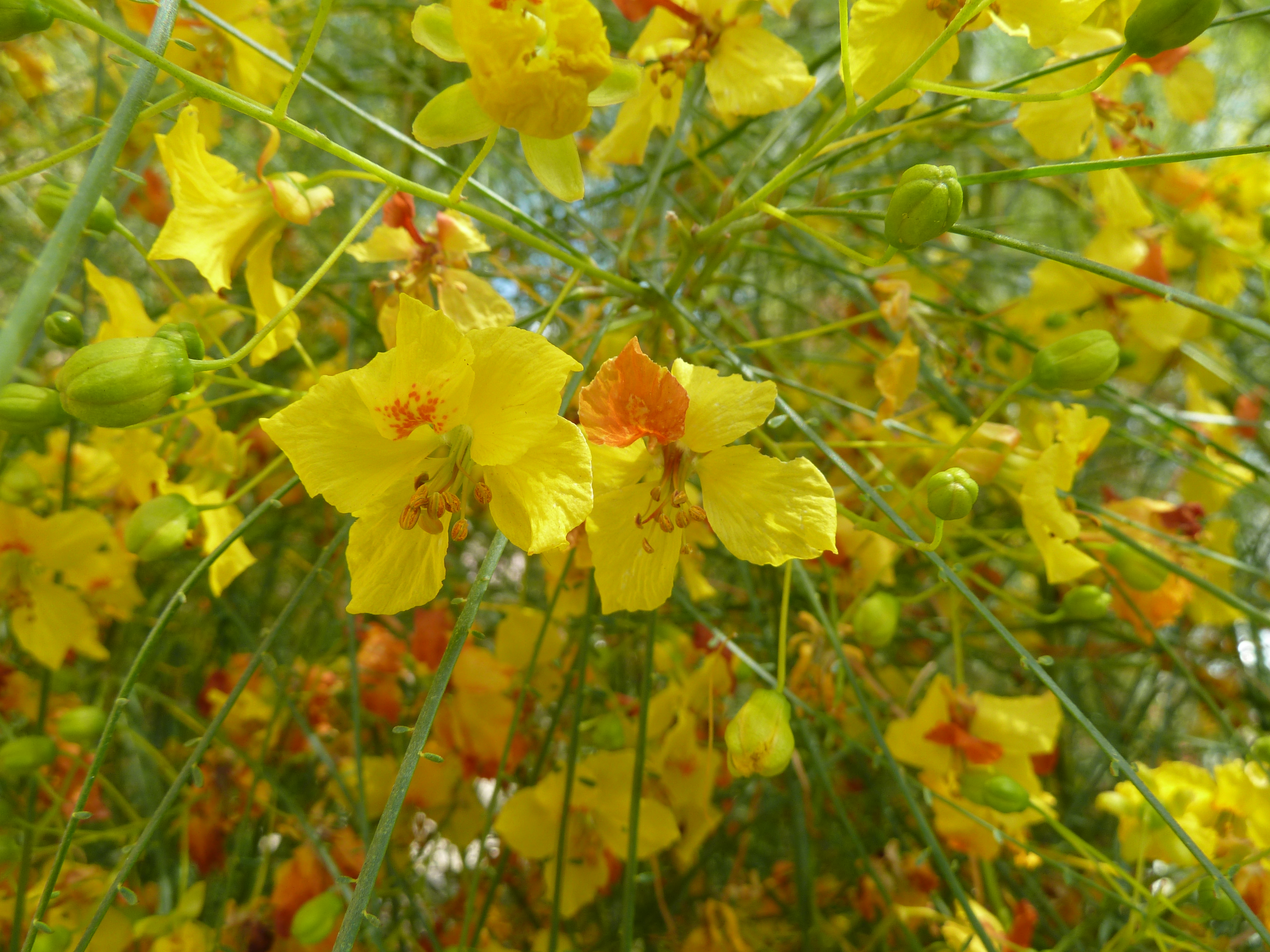
Fleurs.